# Liste der Kulturdenkmale in Großbarkau
In der Liste der Kulturdenkmale in Großbarkau sind alle Kulturdenkmale der schleswig-holsteinischen Gemeinde Großbarkau (Kreis Plön) und ihrer Ortsteile aufgelistet (Stand: 10. März 2025).

## Legende
In den Spalten befinden sich folgende Informationen:
- Objekt-ID: die Nummer des Kulturdenkmales
- Lage: die Adresse des Kulturdenkmales und die geographischen Koordinaten. Kartenansicht, um Koordinaten zu setzen. In der Kartenansicht sind Kulturdenkmale ohne Koordinaten mit einem roten Marker dargestellt und können in der Karte gesetzt werden. Kulturdenkmale ohne Bild sind mit einem blauen Marker gekennzeichnet, Kulturdenkmale mit Bild mit einem grünen Marker.
- Offizielle Bezeichnung: Bezeichnung des Kulturdenkmales
- Beschreibung: die Beschreibung des Kulturdenkmales
- Bild: ein Bild des Kulturdenkmales

## Sachgesamtheiten
| Objekt-ID | Lage                                                    | Offizielle Bezeichnung        | Beschreibung | Bild |
| --------- | ------------------------------------------------------- | ----------------------------- | --- | ---- |
| 39224     | Alte Dorfstraße 1, 1-9, 9 (54° 13′ 33″ N, 10° 10′ 8″ O) | Hofanlage Alte Dorfstraße 1-9 | ehem. Hofanlage Blöker; 2. Hälfte 19. Jh.; im Dorfkern gelegenes Ensemble, um einen Hof gruppiert das Haupthaus und drei vorgelagerte Scheunen, ein Nebengebäude und die gesamte Außenanlage mit altem Baumbestand - Begründung: geschichtlich, städtebaulich, Kulturlandschaft prägend - Schutzumfang: Große Scheune, Kleine Scheune, Drempelscheune, Nebengebäude (Alte Dorfstraße 1), Wohnhaus (Alte Dorfstraße 9), Außenanlagen (Alte Dorfstraße 1-9) | BW   |

## Bauliche Anlagen
| Objekt-ID | Lage                                             | Offizielle Bezeichnung | Beschreibung | Bild |
| --------- | ------------------------------------------------ | ---------------------- | --- | ---- |
| 4992      | Alte Dorfstraße 1 (54° 13′ 33″ N, 10° 10′ 10″ O) | Große Scheune          | Große Scheune; 2. Hälfte 19. Jh.; eingeschossiger, giebelständiger Backsteinbau mit hohem Satteldach und Stufengiebel - Begründung: geschichtlich, städtebaulich, Kulturlandschaft prägend - Schutzumfang: gesamtes Objekt - Denkmaltyp: Bauliche Anlage, Sachgesamtheit: Hofanlage Alte Dorfstraße 1-9                             | BW   |
| 4993      | Alte Dorfstraße 1 (54° 13′ 33″ N, 10° 10′ 8″ O)  | Kleine Scheune         | Kleine Scheune; 1868; eingeschossiger, giebelständiger Backsteinbau mit hohem, einseitigem Schopfwalmdach und Stufengiebel - Begründung: geschichtlich, städtebaulich, Kulturlandschaft prägend - Schutzumfang: gesamtes Objekt - Denkmaltyp: Bauliche Anlage, Sachgesamtheit: Hofanlage Alte Dorfstraße 1-9                        | BW   |
| 4991      | Alte Dorfstraße 9 (54° 13′ 35″ N, 10° 10′ 10″ O) | Wohnhaus               | Wohnhaus; 2. Hälfte 19. Jh.; eingeschossiger, sechsachsiger Putzbau mit Satteldach, Drempel und Mittelrisalit, Eingang hinter dreibogiger Öffnung - Begründung: geschichtlich, städtebaulich, Kulturlandschaft prägend - Schutzumfang: gesamtes Objekt - Denkmaltyp: Bauliche Anlage, Sachgesamtheit: Hofanlage Alte Dorfstraße 1-9 | BW   |

## Quelle
- Liste der Kulturdenkmale in Schleswig-Holstein – Kreis Plön (PDF)

- Karte mit allen Koordinaten:
- OSM |
- WikiMap